# Josef König (Politiker, 1898)
Josef Adolf König (* 19. März 1898 in Ostritz; † 12. August 1973 in Potsdam) war ein deutscher Politiker (KPD/SED). Er war Abgeordneter des Provinziallandtags der Provinz Oberschlesien sowie des Landtages Brandenburg.

## Leben
König, gelernter Schuhmacher, kämpfte ab 1915 als Soldat im Ersten Weltkrieg. Ende 1918 war er Mitglied des Arbeiter- und Soldatenrates in Königsberg. Er trat 1919 der USPD und Ende 1920 der KPD bei. Ab 1920 war er Vorsitzender der KPD-Ortsgruppe Breslau, später hauptamtlicher Funktionär der KPD-Bezirksleitung Ostpreußen und Oberschlesien. König war 1925 Mitbegründer und Gauführer des Roten Frontkämpferbundes in Schlesien, danach in dieser Funktion in Ostsachsen (1927) und Hessen (1928). Nach einem militärpolitischen Lehrgang in der Sowjetunion 1929 wurde König Mitarbeiter im AM-Apparat der KPD-Bezirksleitung Oberschlesien sowie Leiter der KPD-Gruppe Ratibor. König war auch Mitglied der Stadtverordnetenversammlung sowie des Provinziallandtages. Ende 1932 gehörte König dem Sekretariat der KPD-Bezirksleitung Oberschlesien unter Paul Wojtkowski an.
Nach der „Machtergreifung“ der Nationalsozialisten beteiligte sich König am kommunistischen Widerstand. Am 22. Juli 1933 wurde er festgenommen und war bis September 1934 unter anderem im KZ Esterwegen inhaftiert. Danach war er wieder als Schuhmacher tätig. 1938 zog er nach Gottesberg (Schlesien). 1943 wurde er zur Wehrmacht eingezogen.
1945/46 war er im Auftrag des Zentralen Sekretariates der KPD im Raum Waldenburg tätig. König war Angestellter der Stadtverwaltung in Gottesberg, zunächst unter sowjetischer dann unter polnischer Verwaltung; zuletzt war er Zivilangestellter bei der Roten Armee.
Im August 1946 übersiedelte König in die Sowjetische Besatzungszone nach Potsdam. Von September 1946 bis 1951 war er Mitarbeiter beim Sekretariat der SED-Landesleitung Brandenburg. Er war dort zunächst Referent in der Abteilung Werbung und Schulung, seit März 1947 stellvertretender Leiter, seit Februar 1948 dann Leiter der Abteilung Organisation. Im Juli 1949 wurde er kurzzeitig als Erster Sekretär des SED-Kreisvorstandes Beeskow-Storkow eingesetzt. Anschließend war er von August bis Dezember 1949 stellvertretender Leiter (Nachfolger von Margot Feist-Altenkirch), dann bis Dezember 1950 Leiter des Büros des Sekretariats des SED-Landesvorstandes Brandenburg. König war maßgeblich an der Mitgliederüberprüfung im SED-Landesverband Brandenburg beteiligt. Ab September 1951 wirkte er als Leiter der Verschlusssachenabteilung im brandenburgischen Innenministerium und dann ab Juli 1952 Leiter der Verschlusssachenabteilung beim Rat des Bezirkes Cottbus. Ab 1953 war König Mitarbeiter der SED-Kreisleitung Potsdam-Stadt und -Land und dort zuständig für den Aufbau der Kampfgruppen in den Betrieben.
Von Oktober 1947 bis September 1950 war König zudem Abgeordneter des Landtages Brandenburg und dort zeitweise Vorsitzender des Eingabenausschusses.
Im März 1958 wurde er als Mitglied der SED-Stadtleitung Potsdam durch Wilhelm Pieck mit dem Vaterländischen Verdienstorden in Bronze ausgezeichnet.